# Hollfeld
Hollfeld este un oraș din districtul Bayreuth, regiunea administrativă Franconia Superioară, landul Bavaria, Germania.

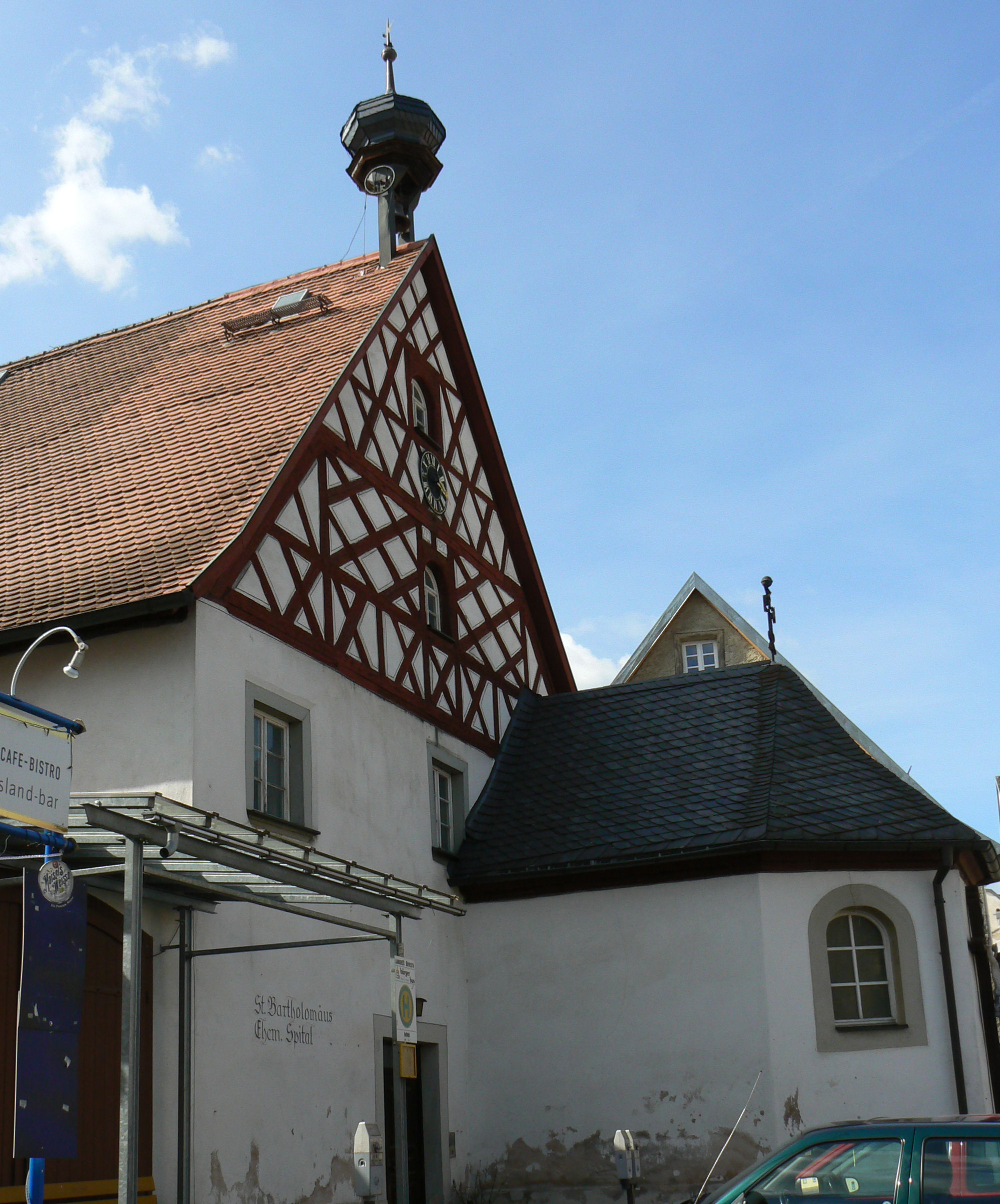
Hollfeld